# Kruszywo

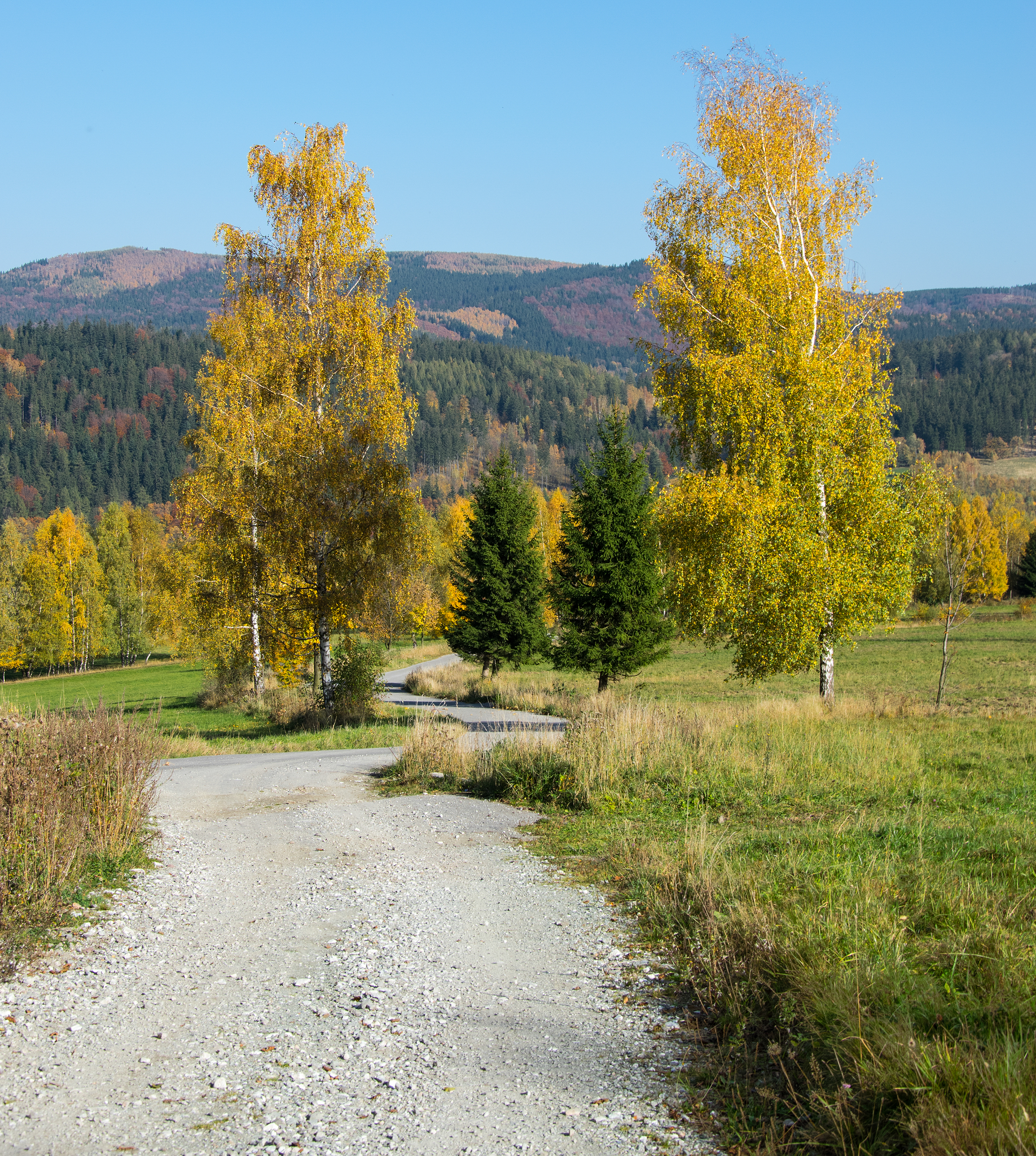
Droga szutrowa w Starej Morawie

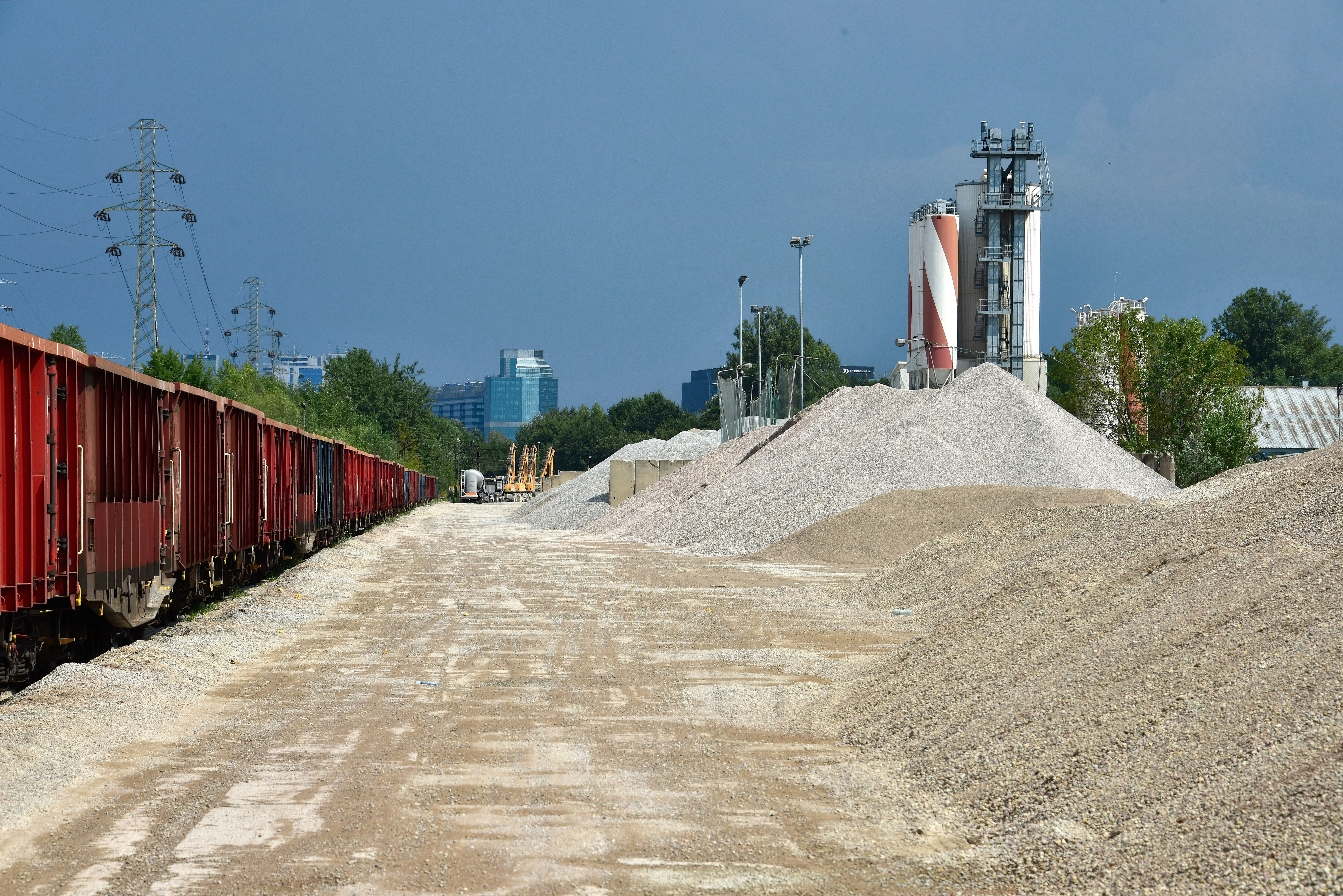
Rozładunek kruszywa na bocznicy kolejowej na Odolanach w Warszawie

Kruszywo – materiał sypki pochodzenia organicznego lub mineralnego, stosowany głównie do produkcji zapraw budowlanych i betonów oraz do budowy dróg. 
Ze względu na sposób pozyskania rozróżnia się następujące kruszywa:
- Kruszywa naturalne – kruszywa pochodzenia mineralnego, rozdrobnione w wyniku erozji skał lub uzyskiwane przez mechaniczne rozdrobnienie skał litych, występujące w przyrodzie w postaci luźnych okruchów skalnych. Mogą być uszlachetniane w wyniku przesiewania i płukania (usuwanie zanieczyszczeń pylistych – ziaren wielkości do 0,05 mm). Można pozyskać je przez wydobycie z dna rzek, jezior lub kopalni piasku i żwiru, gdzie metodą odkrywkową pozyskuje się potrzebny materiał. Kruszywa naturalne dzielą się na:
  - żwirowe
  - łamane - otrzymywane się przez mechaniczne rozdrobnienie skał.
- Kruszywa sztuczne:
  - pochodzenia mineralnego, uzyskane w wyniku termicznej bądź innej modyfikacji odpowiadają kruszywom sztucznym według PN-86/B-23006;
  - kruszywa z recyklingu – pochodzenia mineralnego, uzyskiwane w wyniku przeróbki nieorganicznych materiałów, uprzednio stosowanych w budownictwie.

Ze względu na uziarnienie kruszywa dzieli się na:
- drobne – o wymiarach ziaren D mniejszych lub równych 4 mm;
- grube – o wymiarach ziaren D co najmniej 4 mm oraz d co najmniej 2 mm;
- wypełniacze – kruszywo, którego większość przechodzi przez sito 0,063 mm;
- kruszywa naturalne (mieszanka) – pochodzenia lodowcowego lub rzecznego o uziarnieniu 0–8 mm;
- kruszywa o uziarnieniu ciągłym – kruszywa będące mieszanką kruszyw grubych i drobnych w Polsce o uziarnieniu od 0–63 mm.

Ze względu na rodzaj surowca użytego do produkcji i metodę uzyskiwania kruszywa sztuczne dzieli się na:
- kruszywa z surowców mineralnych poddawanych obróbce termicznej – keramzyt, glinoporyt;
- kruszywa z odpadów przemysłowych poddawanych obróbce termicznej – gralit, łupkoporyt, popiołoporyt, pumeks hutniczy, żużel granulowany;
- kruszywa z odpadów przemysłowych niepoddawane dodatkowej obróbce (elporyt, łupkoporyt ze zwałów, żużel wielkopiecowy, żużel paleniskowy, popiół lotny);
- kruszywa organiczne (z tworzyw sztucznych).

W budownictwie używa się:
- kruszywa ze skał o dużej wytrzymałości (np. granit, bazalt, porfir) do produkcji betonu o znacznej wytrzymałości na ściskanie i ścieranie oraz do wykonywania podbudów np. pod drogi.
- kruszywa ze skał o niższej wytrzymałości: (np. wapień, dolomit) stosowane do produkcji niektórych wyrobów betonowych (takich, które nie są mocno obciążone) oraz do wyrobu lastriko i tynków szlachetnych.
- Kruszywa specjalne, ze skał o dużej gęstości (powyżej 2600 kg/m3) stosowane do ciężkich betonów osłonowych. Stosowane skały to: baryt, limonit, getyt, hematyt, magnetyt.